# Pimen Zainea
Pimen Zainea, pe numele de mirean Vasile Zainea, (n. 25 august 1929, Grebănu, Râmnicu-Sărat, România – d. 20 mai 2020, București, România) a fost un cleric român, arhiepiscop ortodox al Sucevei și Rădăuților, din 1991.

## Viața și activitatea sa până la alegerea ca arhiepiscop
Pimen Zainea s-a născut la data de 25 august 1929, în satul Herăști, comuna Grebănu (județul Buzău), primind la botez numele de Vasile Zainea. Urmează cursurile primare și gimnaziale în comuna natală, studiile medii la Liceul „Regele Ferdinand” din Râmnicu Sărat, apoi Seminarul monahal din Mănăstirea Neamț (1948-1951). Studiază în continuare la Institutul Teologic Universitar din București (1953-1957), iar în paralel a făcut studii de restaurare icoane, carte veche, artă, ceramică, la Institutul de Arte Plastice „Nicolae Grigorescu” din București, obținând diploma de calificare în muzeografie. ca bursier al Universitatea din Köln (1976-1977), a urmat cursuri de limbă germană .
Este tuns în monahism la Mănăstirea Neamț la 10 martie 1951 sub numele Pimen, fiind hirotonit ierodiacon (1951) și apoi ieromonah (1957). Slujește în calitate de profesor la școlile monahale din Mănăstirile Neamț și Secu (1951-1952), apoi ca pedagog la Seminarul Teologic din Mănăstirea Neamț (1952-1953). După absolvirea Facultății, este numit egumen, apoi stareț la Mănăstirea Putna (1957-1961). Îndeplinește apoi ascultări în mai multe mănăstiri din zona Neamțului: preot-duhovnic la Mănăstirea Văratec (1961-1962), preot la Schitul Durău (1962-1964), muzeograf la Mănăstirea Putna (1964-1974), calitate în care a organizat muzeele mănăstirilor Putna și Dragomirna. Este ridicat la rangul de protosinghel (1966) și apoi la cel de arhimandrit (1975).
În perioada 1975-1977 a colaborat cu Securitatea. În octombrie 2007, CNSAS a stabilit că Vasile Zainea, adică Înalt Prea Sfințitul Pimen, arhiepiscop ortodox al Sucevei și Rădăuților, a colaborat cu Securitatea. Astfel, s-a stabilit că Pimen este titularul dosarelor SIE 40160 și I 993, iar potrivit datelor consemnate în aceste dosare, titularul a furnizat informații și a fost utilizat ca informator de către Inspectoratul Județean (IJ) Suceava sub numele conspirativ „Sidorovici” în perioada 1975 – 1977.Conform documentelor redactate de către ofițeri din cadrul I J Suceava, „în perioada cât a funcționat la Putna a fost folosit uneori de organele noastre în culegerea de informații despre unele elemente străine ce vizitau sau erau cazate în mănăstire. Datele obținute le furniza verbal. După venirea sa la Suceava a fost atras și mai mult la colaborare, iar informațiile ce le obținea le furnizează în scris, deși nu este înregistrat la noi ca sursă”.
Pimen a contestat decizia CNSAS și procesul a început la Curtea de Apel București. După aproape 5 ani de judecată, în octombrie 2012, Pimen a pierdut definitiv procesul și a fost declarat colaborator al Securității.
În perioada 1974-1978, este numit ca stareț la Mănăstirea "Sf. Ioan cel Nou de la Suceava". Pimen a îndeplinit câteva misiuni peste hotare: în cadrul Arhiepiscopiei misionare ortodoxe Române din Statele Unite și Canada (1977), la Reprezentanța Patriarhiei Române din Ierusalim (1978-1979), membru în câteva delegații sinodale care au vizitat alte Biserici. Apoi devine exarh al mănăstirilor din Arhiepiscopia Iașilor (1979-1982).
La 10 ianuarie 1982, arhimandritul Pimen Zainea este ales de către Sf. Sinod al Bisericii Ortodoxe Române ca episcop-vicar al Arhiepiscopiei Iașilor, cu titlul „Suceveanul”. Este hirotonit întru arhiereu, cu prilejul hramului Mănăstirii „Sf. Ioan cel Nou” de la Suceava, la 24 iunie 1982 de către mitropolitul Teoctist Arăpașu al Moldovei și Sucevei, împreună cu episcopul Eftimie Luca al Romanului și Hușilor și cu Roman Ialomițeanul, Episcop vicar al Arhiepiscopiei Bucureștilor. La săvârșirea hirotoniei au participat și Patriarhul Iustin Moisescu al Bisericii Ortodoxe Române, Patriarhul Diodor al Ierusalimului aflat pe atunci în vizită în România, precum și foarte mulți ierarhi din Sinodul Patriarhiei Ierusalimului și din Biserica Ortodoxă Română.
Apoi, la data de 24 ianuarie 1991, Pimen Suceveanul a fost ales arhiepiscop al Sucevei și Rădăuților, fiind instalat la Suceava la 3 martie 1991.
În 1992, Pimen Suceveanul l-a invitat pe fostul rege Mihai la Putna, la celebrarea Paștilor. Pe baza aceste invitații oficiale, autoritățile române au acceptat această vizită care s-a bucurat de o primire entuziastă, pentru regele exilat de comuniști, căruia până la acea dată nu i se permisese revenirea în țară. 

## Lucrări publicate
A publicat o serie de articole, recenzii și cronici în revistele “Mitropolia Moldovei și Sucevei" de la Iași și “Candela" de la Suceava. Printre articolele publicate de către IPS Pimen se pot menționa următoarele: 
- "Icoana Nașterii Domnului nostru Iisus Hristos și semnificația ei teologică redată în frescele din nordul Moldovei" (1981);
- "Însemnătatea teologică a Icoanei Botezului Domnului, după texte liturgice" (1982);
- "Cuvântul și icoana" (1984);
- "Întâmpinarea Domnului în iconografia bisericilor din nordul Moldovei" (1984);
- "Autonomie și autocefalie în picturile bisericilor din Moldova" (1985);
- "Icoana Învierii" (1986);
- "Icoana Schimbării la Față" (1986);
- "Păstori și propovăduitori ai dreptei credințe. Sfinții Trei Ierarhi" (1987);
- "Învățătura ortodoxă despre icoană" (1987);
- "Dobândirea, păstrarea și desăvârșirea mântuirii noastre" (1988);
- "Sfinții Apostoli Petru și Pavel în iconografia ortodoxă" (1988) etc.

## Arhiepiscopia Sucevei și Rădăuților
În anii de arhipăstorire a Arhiepiscopiei Sucevei și Rădăuților, Pimen a avut multiple realizări. Printre acestea se numără redeschiderea unor lăcașuri care au fost închise în perioada austriacă, cum ar fi Mănăstirea Voroneț și Mănăstirea Humorului, mănăstiri deschise la câteva zile după ce a ajuns arhipăstor al acestor ținuturi. Pe lângă aceste două mănăstiri a ctitorit, a fost alături de cei care au dorit să ctitorească biserici, mănăstiri și schituri. Dacă atunci când a venit Pimen erau în jur de zece mănăstiri și schituri, astăzi sunt peste 35 de mănăstiri și schituri în această arhiepiscopie.
Din anul 1991, când a fost numit Arhiepiscop al Sucevei și Rădăuților, IPS Pimen a întreprins și o bogată activitate culturală. Cu binecuvântarea sa au fost publicate numeroase cărți, broșuri și tipărituri, adresate în special credincioșilor de rând. Unele dintre acestea au fost scrise chiar de către Pimen. 
Dintre cărțile tipărite în Arhiepiscopie se pot aminti: 
- "Din cărți adunate și la copii iarăși date",
- "Carte de învățătură și îndrumare ortodoxă",
- "Viața și activitatea Sf. Ierarh Leontie de la Rădăuți",
- "Necazurile în viața creștinului",
- "Acatistul și slujba Sf. Voievod Ștefan cel Mare",
- "Carte de religie",
- "Povățuiri pentru spovedanie",
- "Din pagini de altădată",
- "Adevăruri mântuitoare". În această carte, Pimen urmărește explicarea unor învățături controversate, a unor texte controversate din Sf. Scriptură.

Tot cu binecuvântarea lui Pimen s-a tipărit "Tipicul Sf. Sava", apoi foarte multe monografii cu mănăstirile Putna, Moldovița, Sucevița, Voroneț, Dragomirna, Humor, Probota. Au fost tipărite cărți de rugăciune, care au fost date la copiii de clasa I, la începutul fiecărui an școlar.
De asemenea, Pimen a fost preocupat și de problemele sociale din Arhiepiscopia Sucevei și Rădăuților, încurajând înființarea a numeroase cămine și așezăminte speciale pentru cei nevoiași. Astfel, a fost construit Căminul de bătrâni "Sf. Ioan cel Nou de la Suceava", Căminul de bătrâni de la Bogdănești, de la Gros, de la Sihăstria Putnei și de la Mănăstirea "Sf. Dimitrie", de la Vatra Dornei.

## Distincții
Arhiepiscopul Pimen al Sucevei și Rădăuților a fost distins cu Ordinul Național „Pentru Merit” în grad de Mare Cruce (2000) de către președintele României, Emil Constantinescu.

## Autor a două inițiative controversate
Pimen s-a remarcat în România de după Revoluția din 1989, prin două inițiative controversate inițiate de el: retrocedarea către Arhiepiscopia Sucevei și Rădăuților a fondului forestier care aparținuse înainte de cel de-Al Doilea Război Mondial Mitropoliei Bucovinei (cu sediul la Cernăuți) și ridicarea Arhiepiscopiei de la Suceava la rang de Mitropolie a Bucovinei. Prelatul deținea funcția de președinte al fundației private Fondul Bisericesc Ortodox Român al Bucovinei.

Într-o scrisoare deschisă din martie 2006, Pimen afirma: 
„"Poporul român și-a salvat țara în care trăiește și astăzi, înainte de toate, prin credință în Dumnezeu. Întru slava Lui s-au zidit biserici, mănăstiri, locuri de rugăciune și mulțumire pentru biruința asupra celui viclean, care a împins seminții nesătule și lacome să ne calce hotarele. Cine nu cunoaște osârdia veșnic pomenitului Ștefan cel Mare și Sfânt, cel care a împodobit pământul Moldovei cu câte o biserică după fiecare înfrângere a dușmanului? Cine a dat, după Dumnezeu, mai multă strălucire Bucovinei decât Marele Voievod, vajnic apărător al creștinătății, recunoscut de toate neamurile?

Zidind biserici, le-a înzestrat cu moșii pentru a se întreține, luând această povară de pe umerii dreptcredincioșilor, care nu totdeauna, după îndestularea familiei, au putut susține cu prisosul muncii lor Sfânta Biserică. Pilda Voievodului a fost urmată de alți vrednici înaintași, care au sporit bunurile bisericești ca Biserica Neamului să poată înfrunta veacurile. La altarele bisericești s-a clădit și iubirea de Neam și Țară, salvându-se pământul strămoșesc pentru noi cei de azi. Sub stăpânirea austro-ungară, averile mănăstirilor din Bucovina au fost puse sub o singură administrare, înființându-se Fondul Religionar Greco-Oriental din Bucovina.
Autoritățile imperiale austro-ungare, hotărâte să controleze drastic administrarea acestor averi din care, evident, să tragă partea ocupantului, nu au tăgăduit însă dreptul mănăstirilor de a se întreține din moștenirea ctitorilor. După prăbușirea imperiului austro-ungar, statul român, în granițele României Mari, nu numai că a recunoscut dreptul de proprietate al Bisericii, dar a legiferat organizarea și funcționarea Fondului Bisericesc Ortodox Român al Bucovinei, acesta devenind pentru întreaga Europă model de administrare a unei suprafețe mari de pădure - 240.000 ha, folosind profitul pentru întreținerea lăcașurilor de cult și, mai ales, pentru ajutorul celor nevoiași.
Ceea ce n-au cutezat năvălitorii barbari și străinii timp de patru veacuri, au reușit comuniștii în 1949, desființând Fondul Bisericesc. Nu prin legiferare publică, ci printr-un fals decret, nepublicat, instrument la îndemâna slugilor comuniste, care s-au pus la dispoziția ocupantului sovietic. Astfel, mai bine de jumătate de secol, întreținerea monumentelor de cultură, consacrate ca valori mondiale prin cuprinderea lor pe lista UNESCO, a rămas la mila românilor, jefuiți și ei de regimul comunist.
După 1990, restabilirea Fondului Bisericesc a devenit subiect de propagandă electorală pentru toate partidele. În opoziție, politicienii de-a valma s-au angajat să restituie proprietățile bisericești și, în mod special să reconstituie Fondul Bisericesc Ortodox Român al Bucovinei. În lupta pentru putere, politicienii noștri erau creștini, liberali, democrați. Ajunși la guvernare, în cel mai scurt timp, au devenit mai comuniști decât comuniștii. Istorici și juriști de seamă au pus la dispoziția politicienilor documentele care atestă, fără putință de tăgadă drepturile noastre istorice asupra a 192.000 ha terenuri forestiere (diferența până la 240.000 ha a rămas la Ucraina). Lungi dezbateri în comisii de legiferare și instanțe de judecată au confirmat dreptul de proprietate al Fondului Bisericesc asupra celor 192.000 ha.
În campania electorală din 2004, Guvernul Năstase, luând în serios angajamentul Alianței Dreptate și Adevăr de a restitui pădurile Bisericii în Bucovina, printr-o ordonanță de urgență a „împroprietărit” Arhiepiscopia Sucevei și Rădăuților cu 90.000 ha. De reținut, că Fondul Bisericesc și Arhiepiscopia Sucevei și Rădăuților erau proprietari de drept și nu aveau nevoie de împroprietărire ci, de lăsarea în deplină proprietate și netulburată posesie a terenurilor sale. Pierzând alegerile, liderii aceluiași P.S.D. au reușit desființarea actului normativ semnat de Adrian Năstase.
Cu frică de Dumnezeu și credință în dreptate, facem responsabili pentru această stare de lucruri funcționarii corupți și lacomi din Regia Națională a Pădurilor, care nu pot accepta ca profitul pădurilor noastre să-și recapete destinația din veac, pentru întreținerea monumentelor de cult și pentru opere caritabile. Răspunderea se întinde și asupra Prefectului Orest Onofrei, a subprefectului Dumitru Pasniciuc, care au cedat presiunilor Regiei Naționale a Pădurilor și ale mafiei lemnului. Marea răspundere creștină revine însă Domnului Ministru Gheorghe Flutur, care, din înălțimea funcției Domniei Sale a acoperit toate aceste abuzuri. Este adevărat că ne-am așteptat la o asemenea atitudine din partea reprezentanților Regiei Naționale a Pădurilor, ce, prin retrocedarea pădurilor bisericești, nu-și mai poate justifica existența în județul Suceava. (...)
Nu ne dezicem nicicum de recunoștința publică față de Domnul Adrian Năstase în 2004, omul politic de autoritate, care, în trei zile a transferat Arhiepiscopiei posesia asupra 90.000 ha de pădure. Credința noastră creștină ne lasă mereu în așteptarea pocăinței celui păcătos. Cât de mare poate fi păcatul nostru, care am crezut în cel mai firesc act de dreptate, împlinit fie și pe jumătate de un singur om politic, față de indiferența, dacă nu opoziția fățișă, a celorlalți politicieni la durerea noastră? Demn de reținut este că lăudându-l pe Adrian Năstase atunci n-am pus la îndoială cu nimic virtuțile Domnului Gheorghe Flutur, ale Domnului Theodor Stolojan – candidat la președinție atunci sau ale Domnului Traian Băsescu – președinte al Partidului Democrat la vremea aceea. De la Domniile lor așteptam cealaltă jumătate a pădurii noastre după care, laudele și mulțumirile cuvenite n-ar fi întârziat. (...)

Nu vom conteni lupta noastră, în țară și în străinătate, până când testamentul voievozilor și celorlalți vrednici înaintași nu va fi respectat. (...) Căci, ridic glas de protest, spun astăzi și pentru viitor: administrarea Fondului Bisericesc de către Stat înconvoaie și umilește nu atât capul Episcopului Bucovinei, ci, în primul rând Biserica din Bucovina, obștile monahale, preoții și credincioșii din Arhiepiscopia Sucevei și Rădăuților, poporul român." ”
Pe de altă parte, ca arhiepiscop al Sucevei și Rădăuților, a confirmat demersurile pentru înființarea la Suceava a unei mitropolii. „S-a mai pus această problemă și ni s-a spus: «La timpul potrivit». Este problema Sinodului Bisericii Ortodoxe Române, care poate să aprobe înființarea unei mitropolii la Suceava. Se lucrează la documentație, dar noi trebuie să facem ascultare de Sinod. Suntem la judecata Sinodului, nu a oamenilor... Oamenii vor multe, Sinodul Bisericii Ortodoxe Române va fi cel care va hotărî, în final.“ Mai ales că, de curând, s-a creat un precedent prin ridicarea Arhiepiscopiei Clujului la rang de mitropolie, sub conducerea lui Bartolomeu Anania. Și la Rădăuți sunt susținute demersurile în vederea reînființării istoricei Episcopii.

## Colaborarea cu Securitatea
În octombrie 2007 CNSAS a ajuns la concluzia că, potrivit documentelor studiate, Pimen Zainea a avut legături atât cu Securitatea, cât și cu Direcția de Informații Externe (DIE), el având numele conspirative „Sidorovici” și, respectiv, „Petru”, concluzii pe care arhiepiscopul le-a atacat la tribunal.
Pe data de 15 martie 2011 Curtea de Apel București a decis să respingă apelul arhiepiscopului Pimen la hotărârea CNSAS din 2007 prin care s-a stabilit că a colaborat cu Securitatea. Pimen Zainea a fost racolat de Securitate în 1975, pe când era la Mănăstirea Putna. El a declarat că nu va ataca decizia Curții de Apel București. Pimen Zainea a contestat totuși decizia Curții de Apel București. Înalta Curte de Casație și Justiție a respins în mod irevocabil recursul său în data de 18 octombrie 2012, confirmând soluția dată de instanța de fond privind colaborarea cu Securitatea.

## Decesul
Arhiepiscopul Pimen a murit în urma infectării cu SARS-CoV-2. El fusese transportat cu elicopterul de la Spitalul Județean din Suceava la Institutul „Matei Balș” din București la 20 aprilie 2020, după ce infectarea cu SARS-CoV-2 fusese confirmată; avea simptome severe de pneumonie.
După o săptămână, presa a anunțat că starea lui se îmbunătățise, însă ulterior s-a agravat, astfel că la 1 mai a fost intubat. Ulterior s-a încercat un tratament inovativ, cu plasmă recoltată de la pacienți vindecați.
A murit în noaptea dintre 19 și 20 mai 2020, la ora 0:50, în urma unui (al doilea) infarct miocardic. A fost înmormântat la Mănăstirea Sihăstria Putnei, pe 22 mai 2020.